# Баабда
Баабда (арап. بعبدا) је град Либану у гувернорату Џабал Либан. Према процени из 2005. у граду је живело 77 106 становника.